# Stazione di Itri (località)
Stazione di Itri è una frazione del comune di Itri, in provincia di Latina. Questa dista 2,86 km dal comune di Itri ed è raggiungibile grazie alla omonima stazione.